# Río Bojana
El río Bojana o Buna (montenegrino: Bojana/Бојана; albanés: Buna o Bune), es un río de 41 km de longitud que nace en el lago Shkodër, atraviesa las fronteras de Albania y Montenegro y desemboca en el mar Adriático. Es considerado como una continuación del río Morača desde el lago Skadar, lo que lo hace tener unos 183 km de longitud. 
El curso del río discurre en parte por Albania y en parte por Montenegro y desemboca en el mar Adriático en forma de delta con dos brazos que forman la isla montenegrina de Ada Bojana en el medio, en el brazo izquierdo se encuentra además una pequeña isla perteneciente a Albania que es conocida como isla Franco Jozeph. 